# Harry Redknapp
Henry James „Harry“ Redknapp (* 2. März 1947 in Poplar, London, England) ist ein englischer Fußballtrainer und ehemaliger -spieler.

## Spielerlaufbahn
Henry „Harry“ Redknapp wurde in Poplar geboren und war in seiner Jugendzeit Anhänger des FC Arsenal, nachdem ihn sein Vater zu einem Spiel nach Highbury mitgenommen hatte. Seine Spielerkarriere begann er jedoch bei dem Lokalrivalen West Ham United, wo er sich als junger Flügelspieler einen Namen machte und 1964 im Alter von 17 Jahren seinen ersten Profivertrag unterschrieb. Während seiner Zeit im Upton Park schoss er in 149 Erstligaspielen acht Tore.
Im Jahr 1974 wechselte er zum AFC Bournemouth, wo er vier Spielzeiten verbrachte und zu 101 Einsätzen kam. Er kehrte danach wieder zurück nach London und spielte 1976 kurz  für den FC Brentford. Von 1976 bis zu seinem Rücktritt 1979 spielte er anschließend für die  Seattle Sounders in der North American Soccer League.

## Trainerlaufbahn
Harry Redkmapps Trainerkarriere begann zum Auftakt der Saison 1982/83, als Redknapp mehr als sechs Jahre nach seinem Karriereende als Spieler zum AFC Bournemouth zurückkehrte, um dem dortigen Cheftrainer Don Megson zu assistieren.

### AFC Bournemouth
Als Megson 1984 entlassen wurde und sich die „Cherries“ in der unteren Tabellenhälfte der drittklassigen Third Division befanden, beförderte die Vereinsführung Redknapp zum neuen sportlichen Hauptverantwortlichen. Ursprünglich bestand Redknapps Auftrag lediglich in dem Klassenerhalt, den er letztlich durch ein komfortablen Punkteabstand zu den Abstiegsrängen sicherstellte.
Darüber hinaus kam der Verein unter seiner Leitung im FA Cup zu einem Überraschungserfolg. In der dritten Runde bezwang der Drittligist sensationell den Titelverteidiger Manchester United. Redknapp konnte sich durch diese Achtungserfolge in seinem Amt weiter etablieren.
Er setzte in seiner Arbeit fortan ein verstärktes Augenmerk auf die Jugendarbeit und baute konsequent neue Talente in den Kader und die Mannschaft selbst ein, unter denen sich auch sein Sohn Jamie Redknapp befand. Die Cherries entwickelten sich dadurch zu einer der besten unterklassigen Mannschaften Englands, spielten attraktiven Offensivfußball und Redknapp versuchte verstärkt auf dem Transfermarkt preiswerte Spieler zur weiteren Verstärkung zu finden.
Nach einigen Spielzeiten der Konsolidierung im Mittelfeld der Tabelle fand der endgültige Durchbruch in der Saison 1986/87 statt, als Redknapp mit Bournemouth souverän mit 97 Punkten – was einen Vereinsrekord darstellte – die Drittligameisterschaft gewinnen konnte und im Titelrennen dabei den FC Middlesbrough auf den zweiten Platz verwies.
Es gelang Redknapp zunächst, den Verein im Mittelfeld der Second Division zu etablieren, ohne jedoch weiterführende Ambitionen für einen weiteren Aufstieg zu pflegen. Im Jahr 1990 stieg der AFC Bournemouth wieder in die Drittklassigkeit ab.
Eine persönliche Tragödie ereilte Redknapp im gleichen Jahr, als er nach Italien zur Fußball-Weltmeisterschaft reiste. Er wurde in einen schweren Autounfall verwickelt, dem fünf Personen – darunter mit Brian Tiler der Geschäftsführer des AFC Bournemouth – zum Opfer fielen. Redknapp selbst konnte von den schweren Verletzungen vollständig genesen.
Er blieb bis zum Ende der Saison 1991/92 bei dem Klub an der Südküste Englands und trat danach zurück, da er sich aufgrund der dauerhaft begrenzten Vereinsmittel enttäuscht zeigte.

### West Ham United
In der anschließenden Saison übernahm er als Kotrainer von Billy Bonds bei West Ham United erneut ein Amt bei einem Verein, für den er schon als Spieler aktiv gewesen war. Als Bonds nach Unstimmigkeiten mit der Vereinsführung im August 1994 den Klub verließ, wurde Redknapp zum Cheftrainer der Premier-League-Vereins befördert.
In drei Jahren schloss er mit seiner neuen Mannschaft jeweils am Saisonende auf einem Mittelfeldplatz ab und die Handschrift Redknapps wurde zunehmend erkennbar. Dennoch wurde der Druck für ihn größer, da die eigenen Anhänger vielmehr sein Scheitern, den Verein in die obere Tabellenhälfte zu führen, erkannten. Das Präsidium hielt jedoch in diesen turbulenten Zeiten an Redknapp als Trainer von West Ham fest.
Wie in Bournemouth setzte Redknapp den Schwerpunkt in der Jugendarbeit die Spielern wie Rio Ferdinand, Joe Cole, Michael Carrick und Redknapps Neffen Frank Lampard zum Durchbruch verhalf. Im Jahr 1998 schlossen die „Hammers“ die Spielzeit auf dem achten Platz ab, was im Jahr darauf durch den fünften Platz – eine der besten Positionierungen in der Vereinsgeschichte – und die damit verbundene Qualifikation für den UI-Cup noch gesteigert wurde.
In der folgenden Saison konnten die Leistungen in der Liga nicht bestätigt werden. West Ham gewann den UI-Cup, und auch die zusätzlichen Spiele im UEFA-Pokal führten im Lauf der Saison zu Müdigkeitserscheinungen. In den letzten vier Partien holte der Verein von zwölf möglichen Punkten nur noch einen. Ebenfalls in dieser Saison verlor West Ham mit Ferdinand seinen vermutlich besten Abwehrspieler, als dieser für 18 Millionen britische Pfund zu Leeds United wechselte.
Obwohl ein Teil des Geldes in die erneute Verstärkung der Mannschaft reinvestiert wurde, überwarf sich Redknapp zunehmend mit der Vereinsführung und hielt dieser vor, zu wenig Ehrgeiz zu zeigen. Am 9. Mai 2001 verließ er dann den Verein. Die genauen Umstände wurden offiziell nicht genannt.

### Portsmouth (2001–2004)
Redknapp kehrte in der Funktion des Fußballdirektors beim FC Portsmouth ins Geschäft zurück und fand dort nur schwer in das ungewohnte Tätigkeitsfeld. Dennoch blieb er dem Fratton Park treu und lehnte ein Trainerangebot von Leicester City im Oktober 2001 ab.
Am 25. März 2002 folgte Redknapp Graham Rix als sportlicher Trainer. Unterstützt durch die Millioneninvestitionen des Vereinsvorsitzenden Milan Mandarić ergänzte Redknapp einen vornehmlich jungen Kader mit erfahrenen Spielern, darunter Paul Merson und Steve Stone sowie mit Swetoslaw Todorow und Hayden Foxe ehemalige Akteure von West Ham United. Zusätzlich wurde Jim Smith als Redknapps Assistent verpflichtet.
Der FC Portsmouth galt damit als Favorit für den Aufstieg und schaffte diesen tatsächlich erstmals in seiner Geschichte mit dem Gewinn der Zweitligameisterschaft. Ironischerweise für Redknapp stieg West Ham United im selben Jahr ab. Für seine Leistung während der Saison wurde er schließlich als bester Zweitligatrainer („LMA Manager of the Year“) ausgezeichnet.
Obwohl sich Gerüchte mehrten, dass Mandarić sein Engagement bei dem Verein beenden wollte, setzten sich seine Investitionen weiter fort. Die Anhänger des FC Portsmouth gingen dann auch positiv gestimmt in die neue Saison, als Redknapp seinen Kader mit Spielern wie Boris Živković, Dejan Stefanović und Teddy Sheringham aufrüsten konnte. Nach einer durch eine Verletzungsserie geplagte Saison 2003/04 konnte Redknapp den zwischendurch bereits unvermeidbar erschienenen Abstieg noch abwenden.
Nach einem spektakulären Start, als Portsmouth nach einem 4:0-Sieg gegen die Bolton Wanderers und erneuten drei Punkten gegen Aston Villa an der Tabellenspitze stand, gewann der Verein nur noch ein Spiel in fast drei Monaten, bevor dann wieder ein hoher 6:1-Sieg gegen Leeds United gelang. Zu den Langzeitverletzten gehörten neben Steve Stone und Swetoslaw Todorow noch Tim Sherwood, Patrik Berger und Vincent Péricard, wodurch Redknapp im Januar 2004 mit den Verpflichtungen von Eyal Berkovic, Ivica Mornar, Petri Pasanen und Lomana LuaLua nachträglich auf dem Transfermarkt aktiv wurde. Der FC Portsmouth beendete die Saison dann mit einer beeindruckenden Serie von sechs Siegen und nur einer Niederlage in zehn Spielen, an der vor allem Yakubu Aiyegbeni mit elf Toren maßgeblichen Anteil hatte.
Trotz einiger Kontroversen zwischen Redknapp und Mandarić bezüglich der Transfers sowie im Trainingsbereich konnte Redknapp seinen Kader auch im Sommer 2004 weiter ergänzen und erklärte sich öffentlich, aus dem FC Portsmouth einen etablierten Premier-League-Verein machen zu wollen. Dennoch nahmen die Unstimmigkeiten mit Mandarić weiter zu und hatten Redknapps Rücktritt am 23. November 2004 zur Folge. Er kündigte eine Auszeit vom Fußball an.

### Southampton (2004–2005)
Trotzdem heuerte Redknapp bereits im Dezember beim FC Southampton an. Der Verein ist ein erbitterter Rivale des FC Portsmouth und er wurde von dessen Anhängern als „Judas“ verbal attackiert. Weitere Äußerungen beider Seiten führten nur noch zu einer weiteren Verschärfung der ohnehin schon vorhandenen Rivalität.
Redknapp fand in Southampton eine Mannschaft in Unordnung vor, die sich in der Entlassung von Paul Sturrock und später Steve Wigley äußerte. Er konnte während des halben Jahres im Traineramt den Abstieg des Vereins nicht mehr verhindern. Während der letzten Spieltage kam es dann auch zu dem Aufeinandertreffen mit seinem alten Verein aus Portsmouth, der Southampton schließlich mit 4:1 besiegte. Die 1:2-Niederlage am letzten Spieltag bei Manchester United besiegelte dann den Fall in die zweitklassige Football League Championship, wobei Southampton zuvor seit 1978 ununterbrochen in der obersten englischen Liga gespielt hatte. Auch Redknapp war zuvor noch nie aus der Eliteklasse abgestiegen und entschied sich für die Fortführung seiner Arbeit in der zweiten Liga.
Die neue Saison verlief jedoch in den ersten Monaten erneut schlecht und war durch eine lange Serie von Remis-Ergebnissen geprägt. Am 3. Dezember 2005 verkündete er dann seinen Abschied vom FC Southampton, wobei sich in den Medien die Hinweise verdichtet hatten, er wolle zu seinem alten Verein nach Portsmouth zurückkehren und Redknapp seine Trainerposition angesichts der Rivalität zwischen den beiden Klubs als geschwächt ansah. Nach Redknapps Weggang kündete Rupert Lowe – Vereinsvorsitzender des FC Southampton – offizielle Ermittlungen an, die die Rolle des FC Portsmouth in dieser Angelegenheit untersuchen sollten.

### Rückkehr nach Portsmouth (2005–2008)
Redknapp ging tatsächlich am 7. Dezember 2005 zu seinem alten Verein zurück und wurde Nachfolger des Franzosen Alain Perrin. Milan Mandarić zeigte sich erfreut über diese Entwicklung, obwohl weite Teile der Medien die „Redknapp-Portsmouth-Southampton-Affäre“ und die Folgen für die Glaubwürdigkeit des Fußballgeschäfts stark kritisierten.
Maßgeblichen Anteil an der möglichen Rückkehr von Redknapp war dabei der Weggang von Velimir Zajec, dessen Verpflichtung als Fußballdirektor als Hauptgrund für die zunehmenden Spannungen zwischen Mandarić und Redknapp im Jahr 2004 gesehen wurde, und auch Clive Woodward beim FC Southampton eine ähnliche Rolle ausgefüllt und zu Spekulationen über Redknapps Position geführt hatte.
Mit der Ankunft des neuen Miteigentümers Alexandre Gaydamak beim FC Portsmouth am 2. Januar 2006 mehrten sich wieder Zweifel, ob Redknapp sein Traineramt in gewohnter Weise fortsetzen könne. Diese Vermutungen beseitigte Gaydamak jedoch mit der Äußerung, er sei ausschließlich am Klassenerhalt des Vereins in der obersten englischen Liga interessiert. Der FC Portsmouth befand sich in der Saison 2005/06 hauptsächlich in der Abstiegszone und die Hoffnungen wurde zunehmend schwächer, als eine gute Form zum Ende der Spielzeit noch zum Verbleib in der Liga führte. Nach einem zwischenzeitlichen 8-Punkte-Abstand zum Nichtabstiegsplatz und nur noch zwei Monate vor Saisonende wurde Redknapp nach dieser positiven Wende, die als „Great Escape“ (deutsch: großartige Flucht) bezeichnet wurde, in der Öffentlichkeit als „Harry Houdini“ gewürdigt, wobei einige Beobachter auf der Tatsache bestanden, dass sich der Verein schon vor Redknapps Verpflichtung oberhalb der Abstiegszone befunden hatte und erst Redknapp selbst den FC Portsmouth in eine nahezu hoffnungslose Lage manövriert und dann gerettet hatte.
Am 25. Mai 2006 unterschrieb Redknapp einen Dreijahresvertrag, nachdem sein vorheriger Kontrakt zum Ende der Saison 2005/06 ausgelaufen war.
Am 28. November 2007 wurde Redknapp wegen Korruptionsverdacht festgenommen.

### Tottenham Hotspur (2008 bis 2012)
Am 26. Oktober 2008 wechselte Redknapp zu Tottenham Hotspur. 2010 qualifizierten sich die Spurs das erste Mal in der Vereinsgeschichte für die Champions League. Im Juni 2012 wurde sein Vertrag vorzeitig aufgelöst, nachdem Verhandlungen über eine Vertragsverlängerung gescheitert waren.

### Queens Park Rangers (2012 bis 2015)
Am 24. November 2012 unterschrieb Redknapp einen bis zum 30. Juni 2015 gültigen Vertrag bei den Queens Park Rangers, die einen Tag zuvor Mark Hughes als Cheftrainer entlassen hatten. Von diesem Posten trat er am 3. Februar 2015 aus gesundheitlichen Gründen zurück.

### Jordanien (2016)
Nachdem Redknapp im Januar 2016 als Sportdirektor des Amateurvereins Wimborne Town vorgestellt und Mitte März 2016 auch als Berater des bisherigen Interimstrainers von Derby County, Darren Wassall, engagiert worden war, nahm Redknapp im März 2016 eine interimistische Tätigkeit als Trainer der jordanischen Fußballnationalmannschaft an. Während sein Vertrag bei Derby County bis zum Saisonende lief, wurde der Vertrag beim jordanischen Verband auf die zwei folgenden Qualifikationsspiele zur WM 2018 begrenzt.

### Birmingham City (2017)
Nach dem Rücktritt von Trainer Gianfranco Zola wurde Redknapp als dessen Nachfolger beim Zweitligisten Birmingham City bekanntgegeben.